# Thierry Lopez
Pour les articles homonymes, voir Lopez.
Œuvres principales
Ich bin Charlotte
Oublie-moi
Thierry Lopez est un acteur et metteur en scène français né le 31 mai 1978 à Toulouse.  
Après 2 nominations aux Molières (2016 et 2019), il remporte en 2023 le Molière du comédien dans un spectacle de théâtre privé et le Molière du metteur en scène pour Oublie-moi d'après Matthew Seager.

## Biographie

### Jeunesse et formation
Thierry Lopez suit des cours de danse pendant dix ans, tout d'abord à Toulouse puis au conservatoire de Perpignan à partir de 1990. Il se dirige ensuite vers le théâtre. « Je crois que j’avais besoin de m’exprimer au-delà du corps. J’avais besoin des mots ». Au lycée d'Aurillac, il prend l'option art dramatique au bac et découvre la compagnie de théâtre de rue, Royal de luxe. 
Il part en Australie et s'inscrit à l'Institut national d'art dramatique de Kensington. De retour en France, il  suit pendant deux ans les cours de la Comédie de Valence avec pour professeur Enzo Corman. Il suit également un cursus universitaire en langues étrangères appliquées (anglais, espagnol), obtient une licence à l’Université de Birmingham en Angleterre dans le cadre du programme Erasmus et intègre le Conservatoire royal de Birmingham (en). De retour en France en en 2000, il obtient une maîtrise à la Sorbonne et entre au Cours Florent. Il est sélectionné pour le prix Prix Olga Horstig en 2002 et remporte le prix du meilleur metteur en scène lors de la Nuit Florent 2003 pour son spectacle Beckett.

### Carrière
Dès 2010, Thierry Lopez est mis en scène par Éric Ferrand dans Œdipe tyran de Sophocle, Nicolas Briançon dans Le Songe d'une nuit d'été de William Shakespeare et Divina avec Amanda Lear, Steve Suissa dans Georges et Georges d'Éric-Emmanuel Schmitt... 
En 2016, son rôle de Baldo dans Avanti ! d'après Samuel A. Taylor auprès de Francis Huster et Ingrid Chauvin au Théâtre des Bouffes-Parisiens lui vaut d'être nommé dans la catégorie Molière du comédien dans un second rôle. Pour Le Parisien : « Exubérant, drôle, émouvant, il ose tout, joue avec les limites, vole la vedette aux deux stars de la pièce qu'il dynamite par sa présence, et laisse le spectateur sidéré par sa belle énergie... ».

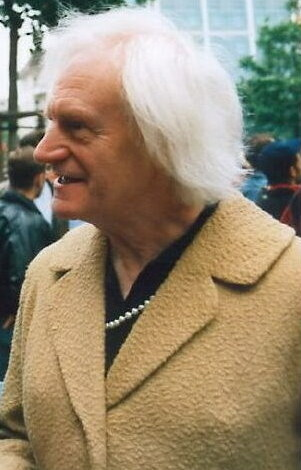
Charlotte von Mahlsdorf

En 2018, Thierry Lopez adapte pour la première fois en France la pièce de l'américain Doug Wright (en), Ich bin Charlotte (I Am My Own Wife), prix Pulitzer de l'œuvre théâtrale 2004. Dans une mise en scène de Steve Suissa, Thierry Lopez interprète Charlotte von Mahlsdorf au Théâtre de Poche-Montparnasse, une personnalité allemande transgenre emblématique de la communauté LGBT ainsi qu'une trentaine de personnages. Pour La Provence : « Thierry Lopez impressionne, secoue les codes habituels du théâtre, fait bouger les lignes, prend tous les risques, et nous remue l’âme aussi bien que le cœur. Habillé d’une longue robe noire, il est Charlotte von Mahlsdorf, une femme piégée dans un corps d’homme. Oscillant ainsi entre le transgenre et le travesti, son héroïne nous présente son « musée » qui est en fait son appartement, jonché de meubles, tous témoins d’une de ses aventures passées »,,,. En 2019, le spectacle est sélectionné dans la catégorie Molière seul(e) en scène.
Il poursuit avec L'Histoire du soldat de Charles-Ferdinand Ramuz dans une mise en scène Frédéric Bélier-Garcia, Nuit d’ivresse de Josiane Balasko, mise en scène de Nathalie Lecoultre avec Jean-Luc Reichmann, Une heure de tranquillité de Florian Zeller, mise en scène Ladislas Chollat au Théâtre Antoine avec François Berléand et Les Voyages de Gulliver de Jonathan Swift, mise en scène Valérie Lesort et Christian Hecq au Théâtre de l'Athénée Louis-Jouvet.
En 2022, Thierry Lopez découvre la pièce In the other worlds du britannique Matthew Seager et la propose à Marie-Julie Baup avec qui il avait joué Le Songe d'une nuit d'été de William Shakespeare et Divina. Ensemble ils adaptent, mettent en scène et jouent cette comédie romantique, sous le titre Oublie-moi, au Festival Off d'Avignon et au Théâtre du Petit-Saint-Martin,. Pour Paris Match : « Oublie-moi n’est pas qu’une fable amoureuse, la pièce raconte le couple dans l’adversité, la détresse de celui qui se voit vaciller, la force inébranlable de celle qui doit soutenir l’être aimé. Le décor minimaliste permet à Marie-Julie Baup et Thierry Lopez, tous deux également à la mise en scène, de montrer l’étendue de leur palette de jeu. Entre humour et drame, lui devient autre, elle est bouleversante de sincérité »,,
En 2023, la pièce est nommée 4 fois aux Molières et remporte les 4 prix, dans la catégorie spectacle de théâtre privé : Molière du comédien, Molière de la comédienne, Molière du metteur en scène et le Molière du théâtre privé.

## Théâtre
- 1999 : Noises de et mise en scène Enzo Corman, Comédie de Valence
- 2000 : Volpone de Ben Jonson, mise en scène Karl Martins, Théâtre National de Birmingham (Angleterre)
- 2001 : Salut Marguerite, Hommage à Duras, mise en scène, Martine Pascal, Théâtre de L’Ile Saint-Louis (Paris)
- 2003 : Beckett etc, conception et mise en scène Thierry Lopez
- 2004 : De l'autre côté de la nuit, Création, mise en scène Matthias Bord, Théâtre de l‘Epouvantail (Paris)
- 2008 : Même pas mort, Cabaret Eugène Durif, mise en scène Jean-Louis Hourdin, CDN Dijon Bourgogne
- 2009 : Œdipe tyran de Sophocle, mise en scène Éric Ferrand, tournée
- 2012 : Doris Darling d'après Ben Elton, mise en scène Marianne Groves, Théâtre du Petit-Saint-Martin
- 2012 : Le Songe d'une nuit d'été de William Shakespeare, mise en scène Nicolas Briançon, Théâtre de la Porte-Saint-Martin
- 2013 : Divina de Jean Robert-Charrier, mise en scène Nicolas Briançon, Théâtre des Variétés, tournée
- 2014 : Georges et Georges d'Éric-Emmanuel Schmitt, mise en scène Steve Suissa, Théâtre Rive gauche, tournée
- 2015 : Avanti ! d'après Samuel A. Taylor, mise en scène Steve Suissa, Théâtre des Bouffes-Parisiens, tournée
- 2015 : Roméo et Juliette de William Shakespeare, mise en scène Nicolas Briançon, tournée
- 2016 : L'Histoire du soldat de Charles-Ferdinand Ramuz,  mise en scène Frédéric Bélier-Garcia, Le Quai (Angers)
- 2018 : Ich bin Charlotte d'après Doug Wright, adaptation Marianne Groves, mise en scène Steve Suissa, Théâtre de Poche-Montparnasse, tournée
- 2018 : Nuit d’ivresse de Josiane Balasko, mise en scène  Nathalie Lecoultre, tournée
- 2020 : Une heure de tranquillité de Florian Zeller, mise en scène Ladislas Chollat, Théâtre Antoine
- 2022 : Les Voyages de Gulliver de Jonathan Swift, mise en scène Valérie Lesort et Christian Hecq, Théâtre de l'Athénée Louis-Jouvet, tournée
- 2022-2024 : Oublie-moi d'après Matthew Seager, adaptation et mise en scène Thierry Lopez et Marie-Julie Baup, Festival Off d'Avignon, Théâtre du Petit-Saint-Martin, Théâtre La Bruyère, tournée

## Filmographie

### Cinéma
- 2011 : Le Cochon de Gaza de Sylvain Estibal
- 2020 : Sol de Jézabel Marquès

### Télévision

#### Série télévisées
- 2013 : Tiger Lily, 4 femmes dans la vie, réalisée par Benoît Cohen
- 2020 : Balthazar, saison 3, épisode 7 À la Folie réalisé par Vincent Jamain: le clown, Nicolas Bruguère
- 2021 : Theodosia (en), série HBO
- 2022 : Capucine, saison 1
- 2024 : Rivière-Perdue de Jean-Christophe Delpias : Gabriel Boyer

## Livre audio
- L'Homme qui voyait à travers les visages d'Éric-Emmanuel Schmitt, 2016[16]
- L'École des beaux jours de Christian Signol, 2022

## Distinctions

### Récompenses
- Molières 2023 : 
  - Molière du comédien dans un spectacle de théâtre privé pour Oublie-moi
  - Molière du metteur en scène d'un spectacle de théâtre privé
  - Molière du théâtre privé

### Nominations
- Molières 2016 : Molière du comédien dans un second rôle pour Avanti !
- Molières 2019 : Molière seul(e) en scène pour Ich Bin Charlotte